# Vektor SS-77
A Vektor SS-77 é uma metralhadora de uso geral projetada e fabricada pela Denel Land Systems – anteriormente Lyttleton Engineering Works (LIW) – da África do Sul.

## História
No final da década de 1970, a África do Sul esteve envolvida numa controvérsia internacional sobre o apartheid e a Guerra sul-africana na fronteira em Angola. Como resultado, foi sujeito a um embargo internacional de armas e teve de, por necessidade, conceber e fabricar as suas próprias armas. A SS-77 foi desenvolvida para substituir a FN MAG. Foi projetada em 1977 pelo coronel Richard Joseph "Boer" Smith e Lazlo Soregi. O "SS" em seu nome significa Smith e Soregi, e "77" significa 1977, ano em que foi projetado. O projeto foi colocado em ação e os componentes do protótipo foram fabricados à mão na loja de armas do 61 BWS sob a supervisão do Sgt Hattingh, L/cpl Nel e dois soldados rasos. Quando esses componentes funcionaram bem no protótipo, ele foi entregue à Lyttleton Engineering, que eventualmente fabricou e colocou a SS77 em produção.
A Denel revelou na exposição Africa Aerospace and Defense (AAD) 2016 que a SS-77 será substituída na produção pela DMG-5 e DMG-5 CX GPMG.
As SS-77 normalmente são supridas de munição usando uma fita de elos desintegrantes R1M1, embora as fitas de elos desintegrantes M13 e as fitas DM1 não desintegrantes também sejam compatíveis. A fita também pode ser contida em uma bolsa de náilon à prova de poeira com capacidade para 100 munições ou em uma caixa rígida e à prova d'água com capacidade para 200 munições.

### Mini-SS
Em 1994, foi introduzida uma versão de metralhadora leve, a Mini-SS, com câmara para 5,56×45mm NATO. A LIW também fabricou kits para converter a SS-77 existente na Mini-SS. As mudanças incluem a diminuição do peso de 9,6 para 8,26 kg com bipé dobrável e coronha fixa.

## Variantes
- SS-77 tem câmara para 7,62×51mm NATO
- Mini-SS tem câmara para 5,56×45mm NATO
- Mini-SS Compact
- DMG-5

## Operadores

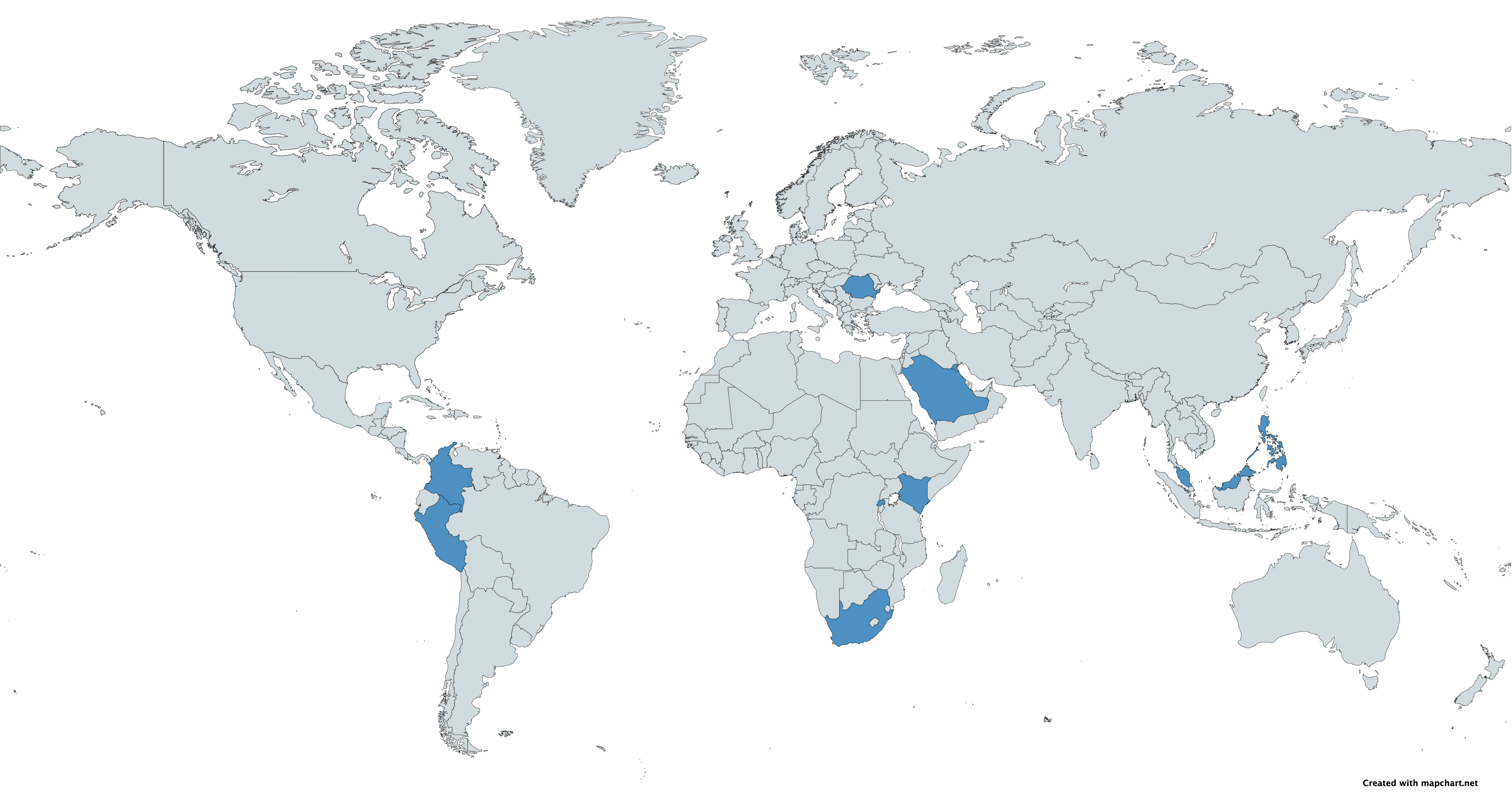
Mapa com operadores da SS-77 em azul

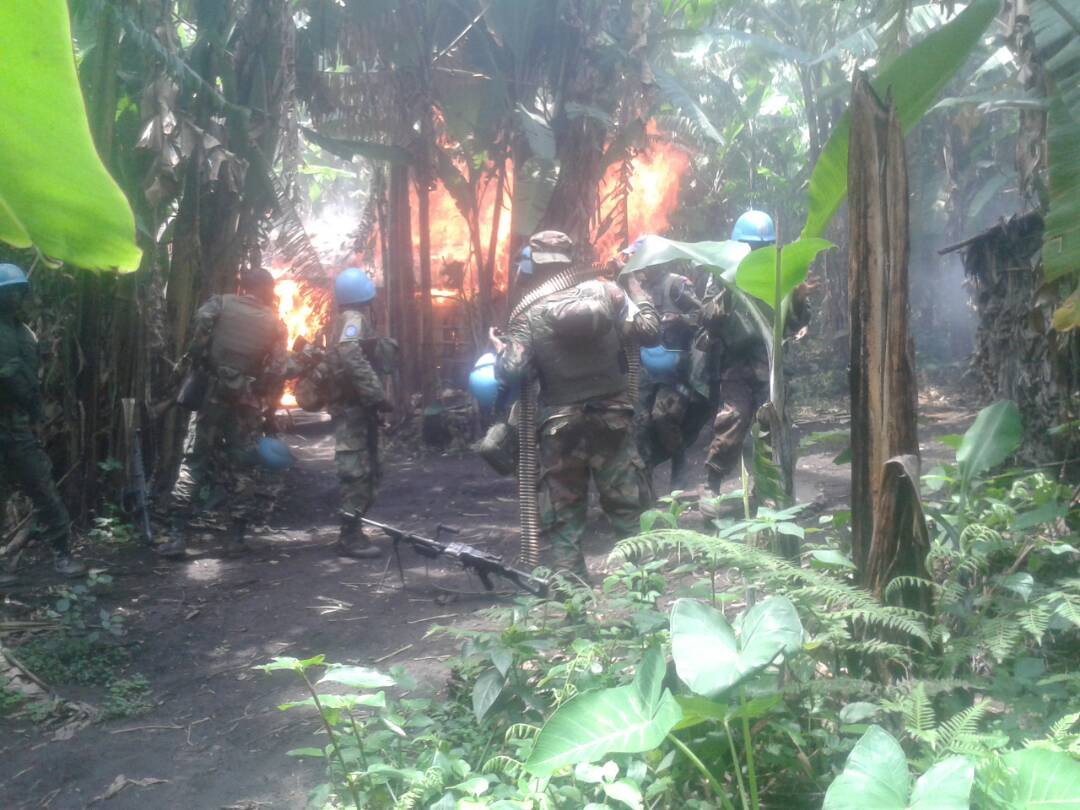
Soldados sul-africanos servindo na Brigada de Intervenção de Força das Nações Unidas com uma SS-77 durante operações contra as Forças Democráticas pela Libertação de Ruanda, Quivu do Norte, 2017.

- Soldados sul-africanos servindo na Brigada de Intervenção de Força das Nações Unidas com uma SS-77 durante operações contra as Forças Democráticas pela Libertação de Ruanda, Quivu do Norte, 2017. Colômbia: Polícia Nacional da Colômbia, Infantaria da Marinha Colombiana.[3]
- Forças Democráticas pela Libertação de Ruanda[4]
- Quênia: Força Aérea do Quénia: Para helicópteros IAR 330.[5]
- Kuwait[6]
- Malásia: Marinha Real da Malásia-PASKAL[7] e Agência de Execução Marítima da Malásia.
- Peru: Mini-SS para o Exército Peruano[8]
- Filipinas: Polícia Nacional Filipina-Força de Ação Especial[9]
- Romênia: 215 SS-77 MK1 adquiridas no final de 2008 e entregues em 2009.[10]
- Ruanda: Metralhadoras SS-77 foram entregues em 1992. Algumas foram capturadas pela Frente Patriótica de Ruanda.[11]
- Arábia Saudita: Mini-SS[12]
- África do Sul: Metralhadora de uso geral da Força Nacional de Defesa da África do Sul.[13] Emitida desde 1986.[14]